# Скубенко, Игорь Васильевич
И́горь Васи́льевич Скубе́нко (род. 1 октября 1974, Киев) — российский государственный и муниципальный деятель, министр труда, занятости и социального развития Архангельской области, бывший министр образования и науки Архангельской области (до 2017 г.), глава муниципального образования «Северодвинск» с 2017 по 2022 годы.

## Биография
Родился в семье военнослужащего. Украинец по происхождению. Практически сразу же после рождения перебрался вместе с отцом в Гаджиево (Мурманская область) где проживал до 1986 года. В 1982 году начал обучение в начальной школе, учился хорошо, а с 1986 года переехал в Северодвинск.
Высшее образование получил обучаясь на факультете «Экономика и управление» филиала Санкт-Петербургского государственного морского технического университета (Севмашвтуз). Процесс обучения совмещал с трудовой деятельностью. С 1998 года начал свою самостоятельную профессиональную карьеру с должности специалиста планово-экономического отдела управления образования городской администрации Северодвинска. В 2007 году стал главой планово-экономического отдела муниципального управления образования. Проходя по всем ступеням служебной лестницы в 2010 году Игорь Скубенко получил кресло заместителя начальника управления образования администрации Северодвинска.
В 2011 году им был завершён курс по профессиональной переподготовке по направлению «Правоведение в сфере образования». Повышение квалификации было получено по государственной программе подготовки управленческих кадров в сфере образования в Академии народного хозяйства и государственной службы при Президенте Российской Федерации.
В 2013 году получил назначение на должность министра образования и науки Архангельской области. Во время его работы министром образования былa снята первая часть документального фильма «Последний звонок» Константина Сёмина, где он давал интервью.
С 9 декабря 2017 года является членом партии «Единая Россия».

## Личная жизнь
Женат. Воспитывает двух дочерей.